# 黃靖婷
黃靖婷（英語：Harriet Wong Ching Ting，1992年12月11日—）是now新聞台的新聞從業員，前香港無綫電視的新聞從業員。黃靖婷2017年入職無綫電視，2023年轉職至now新聞台。

## 簡歷
黃靖婷曾就讀香港樹仁大學新聞與傳播系，畢業後再到香港中文大學政治與行政學系修讀碩士課程，大學二年級期間參加「青少年主播大專賽」並入圍16強。
2017年加入無綫電視，初期擔任無綫財經台專題節目記者，然後調任新聞主播。
有網民表示，黃靖婷已於2022年11月離開無線電視。
2023年1月22日，她首次主持now新聞台專題節目經緯線。

## 演出作品
主持節目（無綫電視）
- 《升學無疆界》[1][2]-(第3-10、13-16、23-24、29、33、36-40、42、58、60-62、66集)

- 《最強生命線》[1][2]

- 《這麼遠，那麼近》[1][2]

- 《尋人記》[1][2]

- 《尋人記II》[1]

主持節目（now新聞台）
- 《經緯線》

## 外部連結
- 黃靖婷的Instagram帳戶